# Тихоокеанский живородящий геккон
Тихоокеанский живородящий геккон (лат. Dactylocnemis pacificus) — вид ящериц семейства Diplodactylidae. Эндемик Новой Зеландии.

## Внешний вид
Длина тела без хвоста до 8 см. Масса до 13 г. Хвост обычно длиннее тела. Голова уплощенная, с относительно длинным кончиком. Глаза коричневые, с чёрным рисунком. Зрачки вертикальные.  Бедренные поры отсутствуют. Пальцы узкие, с расширенными подушечками и 10—16 подпальцевыми пластинками.
Верхняя сторона тела как правило коричневая, оливковая или серо-коричневая с бледно-серыми или коричневыми продольными полосами по бокам спины, а также поперечными полосами, пятнами или V-образными отметинами. У некоторых особей на затылке расположена отметина в форме полумесяца, а за глазами тёмное V-образное пятно. От глаза до ушного отверстия проходит бледная полоса. Края рта и язык розовые. Брюхо бледно-серое, кремовое или желтоватое. Может быть как однотонным, так и с небольшими чёрными пятнышками.

## Распространение
Обитает только на острове Северный и прилежащих островах, являясь эндемиком. Популяции разорванные в пределах ареала.

## Образ жизни
Обитает в различных биотопах от скалистых пляжей до зарослей кустарника и низинных лесов. Днём прячется под корой, в дуплах деревьев и щелях в камнях. Ночью охотится в ветвях деревьев на беспозвоночных. Кроме того, может поедать ягоды и нектар. Эти гекконы достаточно пугливы. Быстро спрыгивают с веток растений, издавая мягкий писк, если их потревожить.
Половой зрелости достигают в 3—4 года. Спаривание происходит каждый год с марта по май. С февраля по март следующего года самки рождают 1—2 детёныша длиной (без хвоста) 2,6—3 см.

## Охранный статус
На основании широкого распространения Международным союзом охраны природы тихоокеанскому живородящему геккону был присвоен статус «вида, вызывающего наименьшие опасения».